# Evenes
Evenes (en sami septentrional: Evenášši) és un municipi situat al comtat de Nordland, Noruega. Té 1,400 habitants (2016) i la seva superfície és de 252.31 km². El centre administratiu del municipi és el llogaret de Bogen. Els altres llogarets d'Evenes són Liland, Tårstad i Dragvik.
El llogaret d'Evenes es troba al llarg de la costa nord de l'Ofotfjorden, a uns 3 quilòmetres al sud de l'aeroport de Harstad-Narvik i la carretera europea E10. Al poble hom troba la històrica Església d'Evenes.

## Informació general

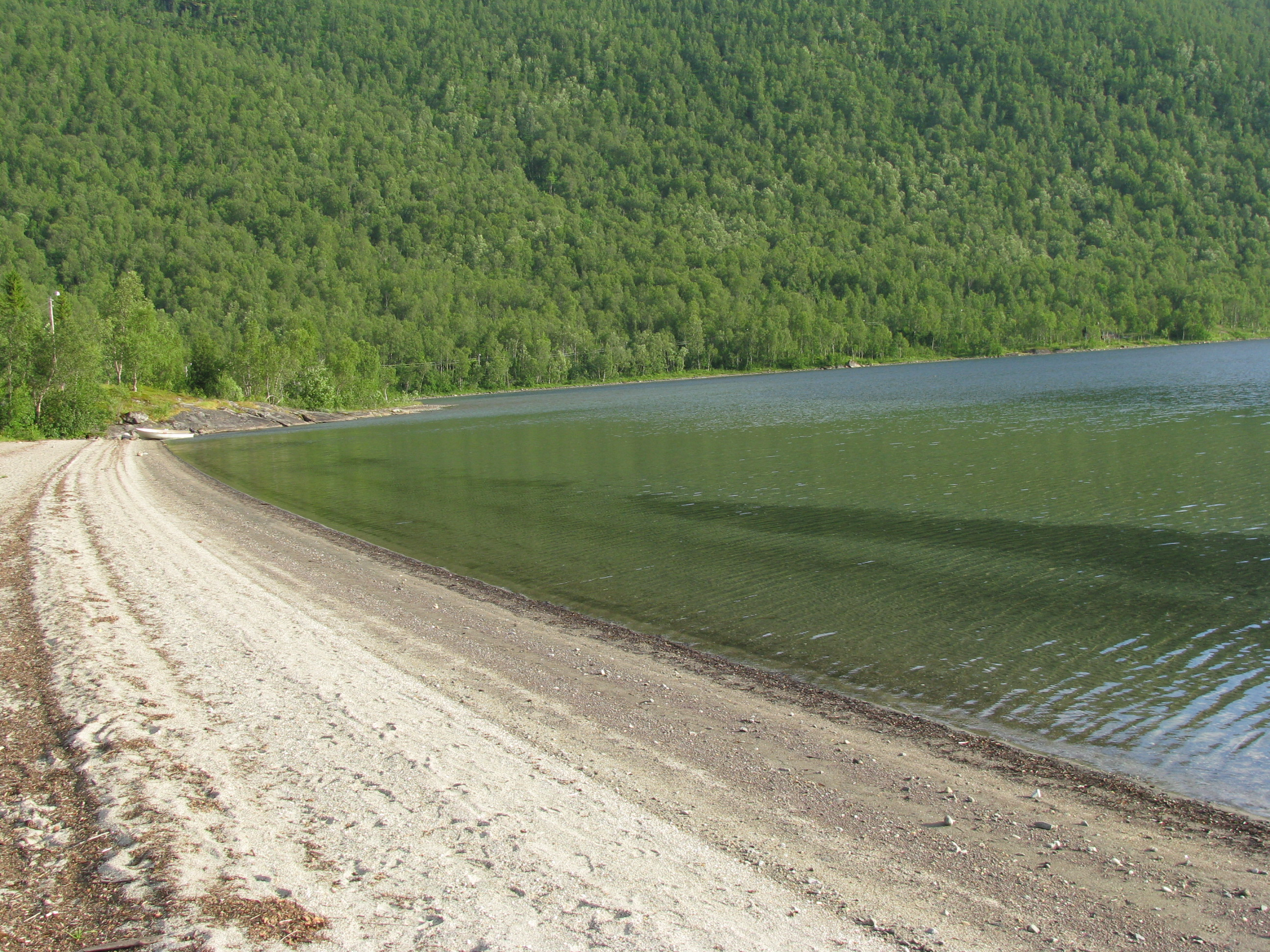
Part del llac Strandvatnet

El municipi d'Evindnæs es va establir l'1 de gener de 1884 quan l'antic municipi d'Ofoten es va dividir en Evindnæs i Ankenes. Inicialment, Evindnæs tenia 2.397 residents. El nom va ser canviat més tard d'Evindnæs a Evenes. L'1 de gener de 1912, la part meridional del municipi de Trondenes del comtat de Troms (població: 291) va ser transferida a Evenes (i al comtat de Nordland).
L'1 de juliol de 1925, el districte sud d'Evenes (població: 3.270) es va separar per convertir-se en el nou municipi de Ballangen. Aquest canvi va deixar Evenes amb 2.323 residents. L'1 de gener de 1964, la despoblada zona de Ramnes de l'oest d'Evenes va ser transferida a Tjeldsund. L'1 de gener de 1999, una petita àrea de Narvik (població: 9) va ser transferida a Evenes.

### Nom
El municipi (originàriament la parròquia) porta el nom de l'antiga granja Evenes (en nòrdic antic: Øvindarnes), des que es va construir la primera església (l'Església d'Evenes). El primer element és (probablement) el cas genitiu del nom masculí Øyvindr i l'últim element és nes que significa "cap". Històricament, el nom va ser escrit Evindnæs.

### Esglésies

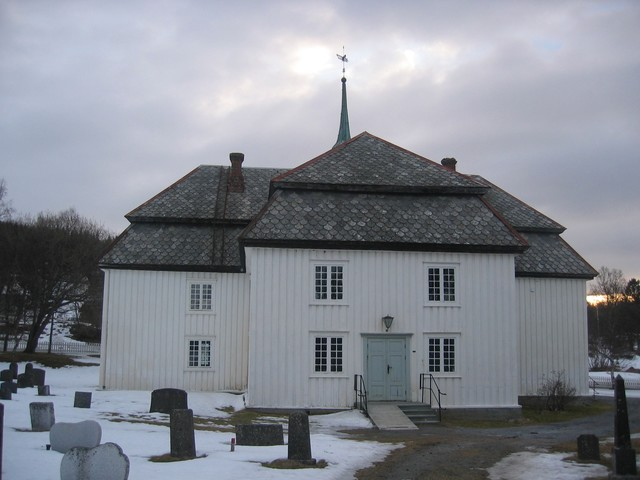
L'Església d'Evenes el 15 de març de 2008.

L'Església de Noruega té una parròquia (sokn) dins del municipi d'Evenes. Forma part del Denegat d'Ofoten (deanery) a la Diòcesi de Sør-Hålogaland.
| Parròquia (Sokn) | Nom de l'església | Localització de l'església | Any de construcció |
| ---------------- | ----------------- | -------------------------- | ------------------ |
| Evenes           | Església d'Evenes | Evenes                     | 1800               |
| Evenes           | Capella de Bogen  | Bogen                      | 1920               |

### Escut d'armes
L'escut d'armes és modern; va ser concedit el 12 de gener de 1990. Les armes mostren una roda antiga sobre un fons vermell. La roda es va triar com a símbol d'Evenes com a centre de comunicació i transport.

## Geografia

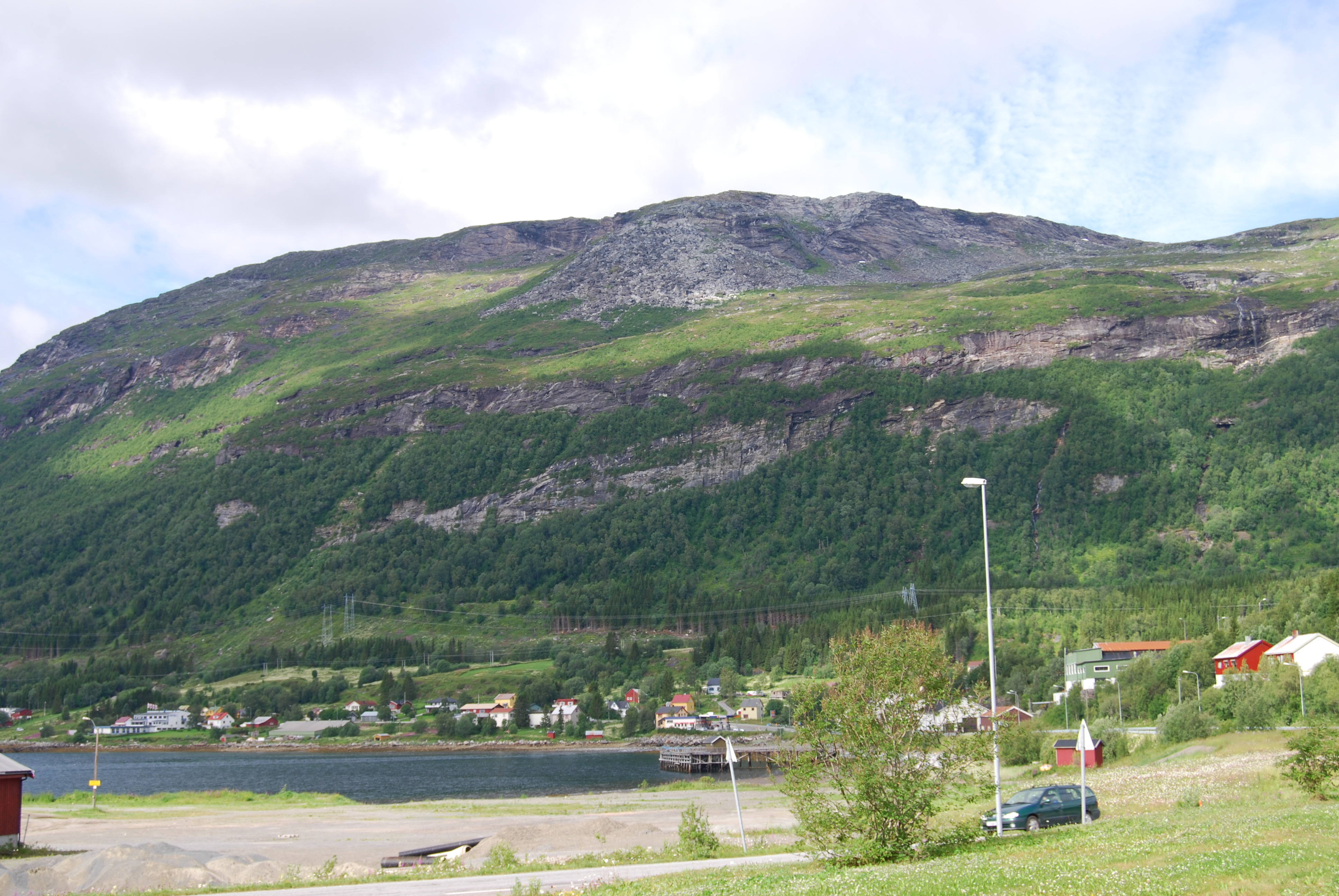
Llogaret de Bogen a l'àrea oriental muntanyosa d'Evenes. La badia de Bogen és part de l'Ofotfjord.

Evenes es troba a la costa nord de l'Ofotfjord, i limita amb el municipi de Skånland (al comtat de Troms) al nord, el municipi de Narvik a l'est i Tjeldsund a l'oest.
Les terres baixes dominen la part occidental del municipi (l'àrea de Liland i Evenes), mentre que a la part oriental (Bogen) hi abunden les muntanyes, que van gairebé directament des del fiord. La muntanya més alta és Lilletinden (1.137 metres), que es pot escalar sense equip d'escalada, i s'hi pot arribar esquiant fins i tot a l'hivern i principis de primavera. La vista des de la muntanya és impressionant.
La muntanya més marcada quan es condueix per la ruta europea E10, que travessa Evenes, és potser Niingen (1.090 metres) just a l'est de Bogen. El llac Strandvatnet, al costat del poble de Bogen, està envoltat de muntanyes i és un llac meromíctic relativament rar. Hi ha truites a la majoria dels llacs d'Evenes, i hom troba la truita alpina al llac d'Østervikvatnet a pocs quilòmetres a l'est de Bogen. El llac Niingsvatnet es troba parcialment situat a Evenes.
La gran cova de Trollkirka (l'església del Troll) es troba a la part occidental del municipi (prop de Tårstad). Les fortificacions alemanyes de la Segona Guerra Mundial es poden veure a Evenestangen, que també és un bon lloc per a pescar al fiord.
Evenestangen és també el lloc de l'escultura Stone House, de l'artista danès Bjørn Nørgaard. L'escultura forma part del projecte Artscape Nordland.

### Clima
L'estació meteorològica de l'aeroport ha estat registrant dades des del 1973. La temperatura màxima absoluta és de 32.2 °C registrada el 18 de juliol de 2018. La temperatura mínima absoluta és de -26.3 °C.
| Dades climàtiques a Harstad/Narvik Airport, Evenes | Dades climàtiques a Harstad/Narvik Airport, Evenes | Dades climàtiques a Harstad/Narvik Airport, Evenes | Dades climàtiques a Harstad/Narvik Airport, Evenes | Dades climàtiques a Harstad/Narvik Airport, Evenes | Dades climàtiques a Harstad/Narvik Airport, Evenes | Dades climàtiques a Harstad/Narvik Airport, Evenes | Dades climàtiques a Harstad/Narvik Airport, Evenes | Dades climàtiques a Harstad/Narvik Airport, Evenes | Dades climàtiques a Harstad/Narvik Airport, Evenes | Dades climàtiques a Harstad/Narvik Airport, Evenes | Dades climàtiques a Harstad/Narvik Airport, Evenes | Dades climàtiques a Harstad/Narvik Airport, Evenes | Dades climàtiques a Harstad/Narvik Airport, Evenes |
| Mes                                                | gen                                                | febr                                               | març                                               | abr                                                | maig                                               | juny                                               | jul                                                | ag                                                 | set                                                | oct                                                | nov                                                | des                                                | anual                                              |
| -------------------------------------------------- | -------------------------------------------------- | -------------------------------------------------- | -------------------------------------------------- | -------------------------------------------------- | -------------------------------------------------- | -------------------------------------------------- | -------------------------------------------------- | -------------------------------------------------- | -------------------------------------------------- | -------------------------------------------------- | -------------------------------------------------- | -------------------------------------------------- | -------------------------------------------------- |
| Mitjana diària °C (°F)                             | −4.9 (23.2)                                        | −4.5 (23.9)                                        | −3.0 (26.6)                                        | 1.0 (33.8)                                         | 6.1 (43)                                           | 9.9 (49.8)                                         | 12.2 (54)                                          | 11.6 (52.9)                                        | 7.5 (45.5)                                         | 3.4 (38.1)                                         | −1.3 (29.7)                                        | −4.1 (24.6)                                        | 2.8 (37)                                           |
| Precipitació mitjana mm (polzades)                 | 108 (4.25)                                         | 100 (3.94)                                         | 74 (2.91)                                          | 68 (2.68)                                          | 53 (2.09)                                          | 65 (2.56)                                          | 75 (2.95)                                          | 89 (3.5)                                           | 106 (4.17)                                         | 155 (6.1)                                          | 107 (4.21)                                         | 120 (4.72)                                         | 1.120 (44,09)                                      |
| Font: Institut Meteorològic de Noruega             |                                                    |                                                    |                                                    |                                                    |                                                    |                                                    |                                                    |                                                    |                                                    |                                                    |                                                    |                                                    |                                                    |

## Economia

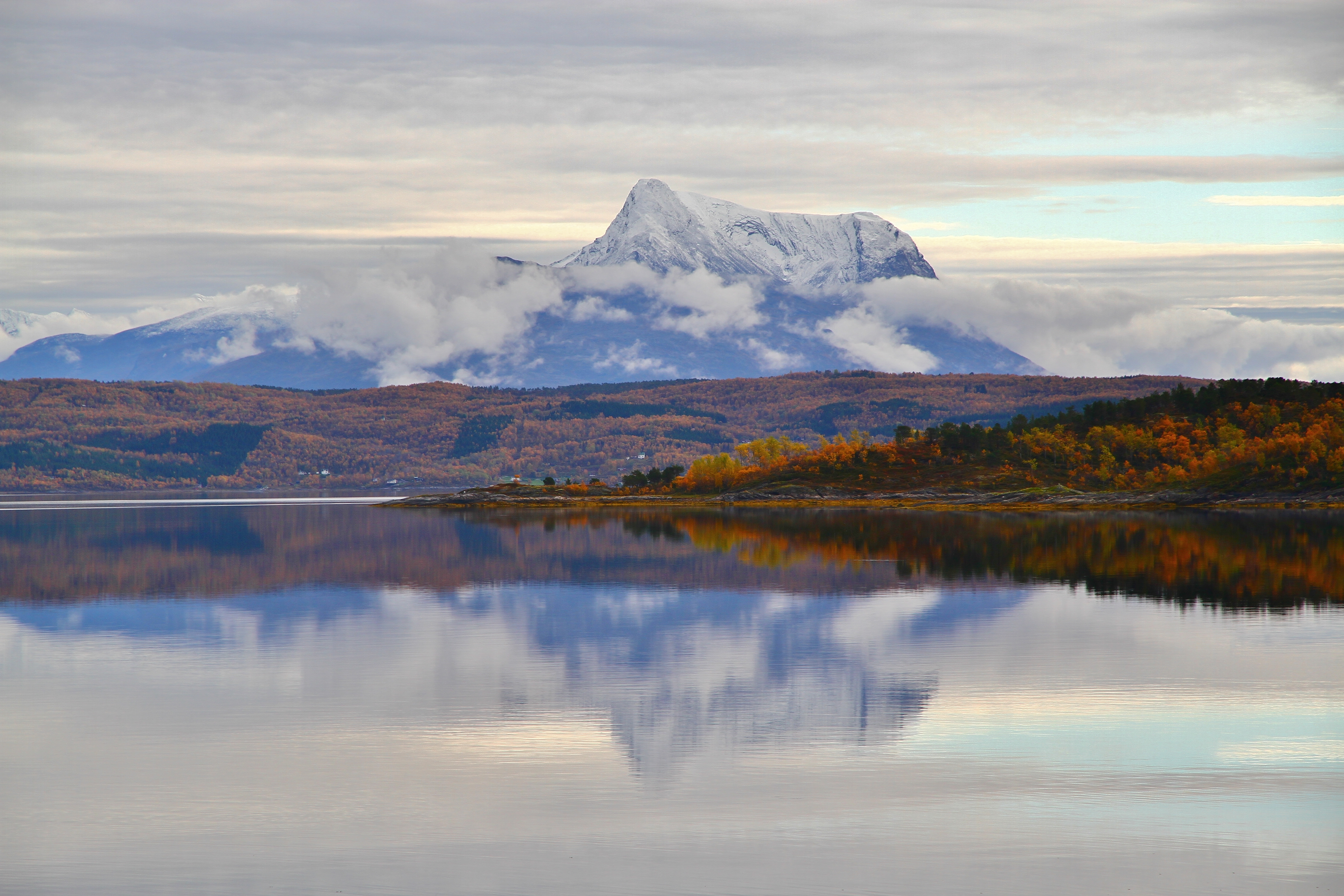
Vista des del nord de Bogen cap a la muntanya Kongsbakktinden, el 29 de setembre de 2010

La majoria de la gent treballa en serveis públics i també hi ha una mica d'agricultura. L'aeroport de Harstad-Narvik es troba a la part occidental del municipi, amb vols diaris a Oslo, Trondheim, Bodø i Tromsø, així com vols xàrter cap al sud d'Europa. La Força Aèria Reial de Noruega té una infraestructura substancial a Evenes, però la base es va tancar després del final de la Guerra Freda, tot i que sovint és utilitzada per altres aliats de l'OTAN durant la seva formació d'hivern. El gran C-5 Galaxy de les Forces Aèries dels Estats Units ha realitzat diversos desembarcaments a l'aeroport. Es va construir un hospital mòbil dins d'una petita muntanya a Osmarka, a 5 quilòmetres a l'est de l'aeroport, utilitzant fons d'infraestructura de l'OTAN. La Marina dels Estats Units va traslladar l'hospital a Kuwait abans que comencés la Guerra del Golf el 1991. Per aconseguir-ho, un gran vaixell de transport va utilitzar el port d'aigües profundes situat a prop de Bogen, a 13 quilòmetres a l'est de l'aeroport. Aquest port també va ser construït amb fons de l'OTAN, per permetre que l'equip pesat es traslladés al nord a Troms per carretera.

## Història

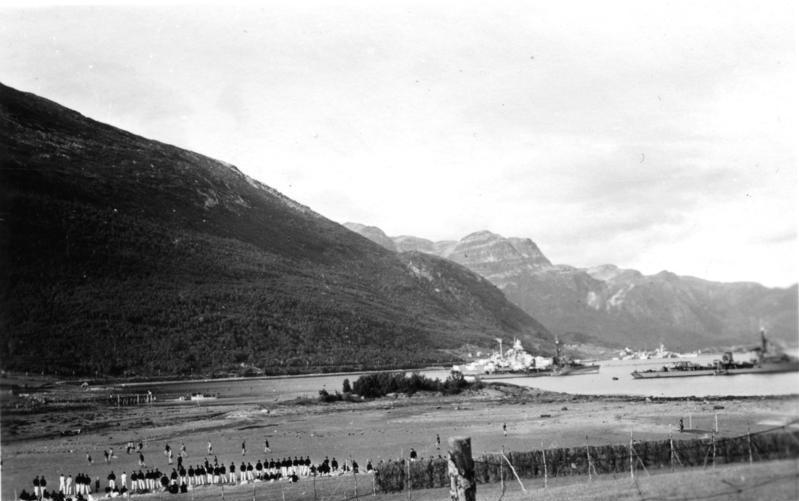
Vaixells de guerra alemanys, incloent-hi el cuirassat Tirpitz, a la badia de Bogen, durant la Segona Guerra Mundial. Imatge presa des de l'oest (Dragvik) cap a Bogen. Les muntanyes van donar certa protecció dels bombarders britànics.

L'Església Evenes va ser la primera església d'Ofoten, construïda entorn de l'any 1250. L'església original i una església posterior es van perdre per incendis; L'església actual és una església de fusta (construïda l'any 1800) inspirada en l'estil de construcció danès Biedermeier. Algunes relíquies de les esglésies originals romanen avui a l'església, entre les quals una font baptismal de pedra del segle xiii.
Liland solia ser el centre comercial de tota l'àrea d'Ofotfjord fins al ressorgiment de Narvik com un centre de comerç i industrial a principis del segle xx.
Durant la Segona Guerra Mundial, els alemanys van descobrir que l'àmplia i força profunda badia de Bogen, amb el seu fons de roca molt dura, molt adequat per a l'ancoratge, era perfecte per a una base naval. Narvik és a només 10 milles nàutiques (19 km) cap a l'est (més endins del fiord). El cuirassat alemany Tirpitz i el creuer Admiral Hipper van ser estacionats a Bogen durant part de la guerra (del 8 de juliol al 23 d'octubre de 1942, va tornar-hi l'11 de març de 1943). Els vaixells Scharnhorst i Lützow van enfundar a Bogen durant un temps més curt. A més, diversos destructors i submarins van utilitzar Bogen com a base durant períodes més curts. Així, aquesta badia va ser una de les bases navals més poderoses d'Alemanya durant part de la guerra i va constituir una amenaça real als Combois Àrtics Aliats. Els Aliats tenien una necessitat òbvia d'intel·ligència sobre aquests poderosos vaixells de guerra alemanys, i els britànics van proporcionar un conjunt de ràdio al grup de resistència local. Aquesta ràdio es va instal·lar a Liland, a 9 km a l'oest de Bogen, amb el nom de codi Lyra.